# Wahl zur Repräsentantenversammlung des Jischuw 1944
- KPP: 3
- HaSchomer haZaʿir–Poʿalei Zion: 21
- Achdut haʿAvoda: 16
- Mapai: 64
- WIZO: 4
- Maccabi World Union: 3
- HaʿOved haZioni: 3
- ʿAlija Chadascha: 19
- Demokratische Mitte: 4
- Sonst.: 2
- Jemenitische Vereinigung: 5
- HaPoʿel haMisrachi / HaMisrachi: 24
- Volksbewegung für einen hebräischen Staat: 1
- Religiöse: 4

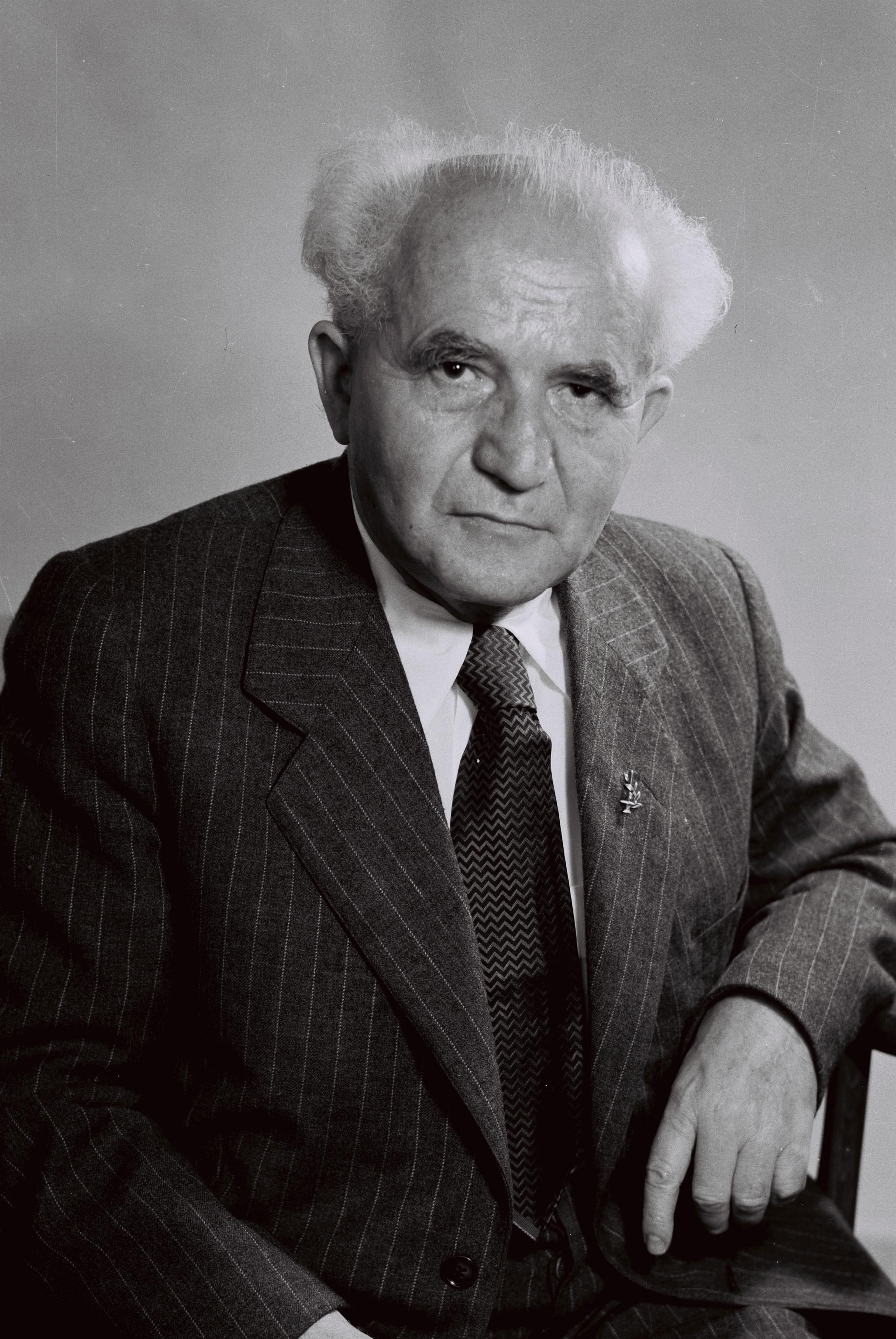

Die Wahl zur Repräsentantenversammlung des Jischuv 1944 fand am 3. August 1944 statt.

## Ergebnis
| Partei                                     | Stimmen | %    | Sitze |
| ------------------------------------------ | ------- | ---- | ----- |
| Mapai                                      | 73.122  | 36,9 | 64    |
| Linksblock                                 | 24.582  | 12,4 | 21    |
| ʿAlija Chadascha                           | 21.279  | 10,7 | 19    |
| HaPoʿel haMisrachi                         | 18.748  | 9,5  | 16    |
| Achdut haʿAvoda                            | 17.928  | 9,0  | 16    |
| HaMisrachi                                 | 6.513   | 3,3  | 7     |
| Jemenitische Vereinigung                   | 5.019   | 2,5  | 4     |
| Demokratische Mitte                        | 4.704   | 2,4  | 4     |
| Women’s International Zionist Organisation | 4.314   | 2,2  | 4     |
| Kommunistische Partei Palästinas           | 3.780   | 1,9  | 3     |
| Maccabi World Union                        | 3.718   | 1,9  | 3     |
| HaʿOved haZioni                            | 3.685   | 1,9  | 3     |
| Unabhängige Religiöse Liste                | 3.118   | 1,6  | 2     |
| Händler                                    | 1.673   | 0.8  | 2     |
| Volksbewegung für einen hebräischen Staat  | 1.418   | 0,7  | 1     |
| Misrachi Frauen                            | 1.217   | 0,6  | 1     |
| Jemenitische Frauen                        | 957     | 0,5  | 1     |
| Orientalisch-Religiöse Gruppe              | 543     | 0,3  | 1     |
| Religiöse Frauenarbeiter                   | 30      | 0,0  | 1     |